# Centro Universitário São Camilo
Centro Universitário São Camilo é uma instituição privada brasileira de ensino superior, sem fins lucrativos, mantida pela União Social Camiliana pertencente à Ordem dos Padres Camilianos. O Centro Universitário mantém um colégio de ensino fundamental e médio, na Zona Sudeste de São Paulo no bairro do Ipiranga.
Oferece cursos de graduação e em pós-graduação em diversas áreas, mas é reconhecida por sua grande ênfase no setor de saúde, sobretudo cursos de Enfermagem, Nutrição e Medicina.

## Localização
CENTRO UNIVERSITÁRIO
Campus Ipiranga
Avenida Nazaré, 1.051 - Ipiranga - São Paulo (SP)
Campus Pompéia
Rua Raul Pompéia, 144 - Pompéia - São Paulo (SP)
COLÉGIO
Rua Paulo Bregaro, 400 - Ipiranga - São Paulo (SP)